# Qmake
qmake (МФА [ˈkjuːmeɪk]) — устаревшая утилита из состава Qt, которая помогает облегчить процесс сборки приложения на разных платформах. qmake автоматически генерирует make-файлы, основываясь на информации в файлах проекта (*.pro).
qmake — программное средство, с помощью которого должен упрощаться процесс сборки проекта при разработке для разных платформ. qmake автоматизирует создание файла сборки, так как требуется только несколько строчек информации для создания каждого такого файла[уточнить]. qmake может быть использован для любого программного проекта, независимо от того, написан ли он на Qt или нет.
qmake создаёт файл сборки, не требуя от разработчика вносить изменения в файл проекта.
Начиная с Qt 6, qmake признана устаревшей, вместо неё рекомендуется использовать сборочную систему CMake.